# Vestec (Zaloňov)
Vestec (německy Westetz) je část obce Zaloňov v okrese Náchod. Nachází se na jihu Zaloňova. V roce 2009 zde bylo evidováno 40 adres. V roce 2001 zde trvale žilo 144 obyvatel.
Vestec leží v katastrálním území Vestec u Jaroměře o rozloze 1,35 km2.